# Hemibarbus
Hemibarbus is een geslacht van eigenlijke karpers (Cyprinidae)

## Soorten
- Hemibarbus brevipennus Yue, 1995
- Hemibarbus longirostris (Regan, 1908)
- Hemibarbus lehoai Nguyen, 2001
- Hemibarbus maculatus Bleeker, 1871
- Hemibarbus mylodon (Berg, 1907)
- Hemibarbus medius Yue, 1995
- Hemibarbus macracanthus Lu, Luo & Chen, 1977
- Hemibarbus qianjiangensis Yu, 1990
- Hemibarbus songloensis Nguyen, 2001
- Hemibarbus thacmoensis Nguyen, 2001
- Hemibarbus umbrifer (Lin, 1931)